# Malý Gríč
Malý Gríč (Malý Kric) je výrazný vrchol pohoří Vtačnik. Jeho nadmořská výška činí pouze 876 metrů, avšak jeho návštěvníky uchvátí především výhled. Malý Gríč se nachází nad městem Handlová v severní části již zmíněného pohoří Vtačnik, tedy v Trenčínském kraji. Je sopečného původu a na severní straně je možné najít skalnatý žlab, kde se tvoří několik vodopádu, v zimně ledopádů. Východní strana Malého Gríče je určená především pro horolezce.
Nejhladší přístup je z Handlové po zeleně značené cestě na Tři studánky (Tri Studničky) a odtud po žluté přímo na vrchol. Celá cesta trvá necelé dvě hodiny.